# 大竹風美子
大竹 風美子（おおたけ ふみこ、1999年2月2日 - ）は、日本の女子ラグビーユニオン選手。

## プロフィール
- 埼玉県川口市出身[1]。
- ポジションはウィング(WTB)。
- 身長 171cm、体重 73kg
- 父はナイジェリア人、母は日本人[2]。
- ラグビーワールドカップセブンズ2018の7人制女子日本代表に選ばれた[3]。
- 所属マネジメントはUDN

## 略歴
高校でラグビーを始める前は七種競技をやっていた。
2017年、東京高校卒業後、日本体育大学に入る。
2021年、日本体育大学卒業。
2022年、ラグビーワールドカップセブンズ2022の7人制女子日本代表に選ばれた。
2024年、パリ2024五輪の7人制女子日本代表バックアップメンバーに選ばれた。